# لول پارک-اوک (میشیگان)
لول پارک-اوک (به انگلیسی: Level Park-Oak Park) یک منطقهٔ مسکونی در ایالات متحده آمریکا است که در شهرستان کالهاون، میشیگان واقع شده‌است. لول پارک-اوک ۱۳٫۶ کیلومتر مربع مساحت و ۳٬۴۰۹ نفر جمعیت دارد و ۲۶۳ متر بالاتر از سطح دریا واقع شده‌است.